# Sulz am Neckar
Sulz am Neckar è una città tedesca di 12 636 abitanti, situata nel land del Baden-Württemberg.

## Amministrazione

### Gemellaggi
- Montendre, dal 1976
- Altenberg